# Марсіанська містифікація

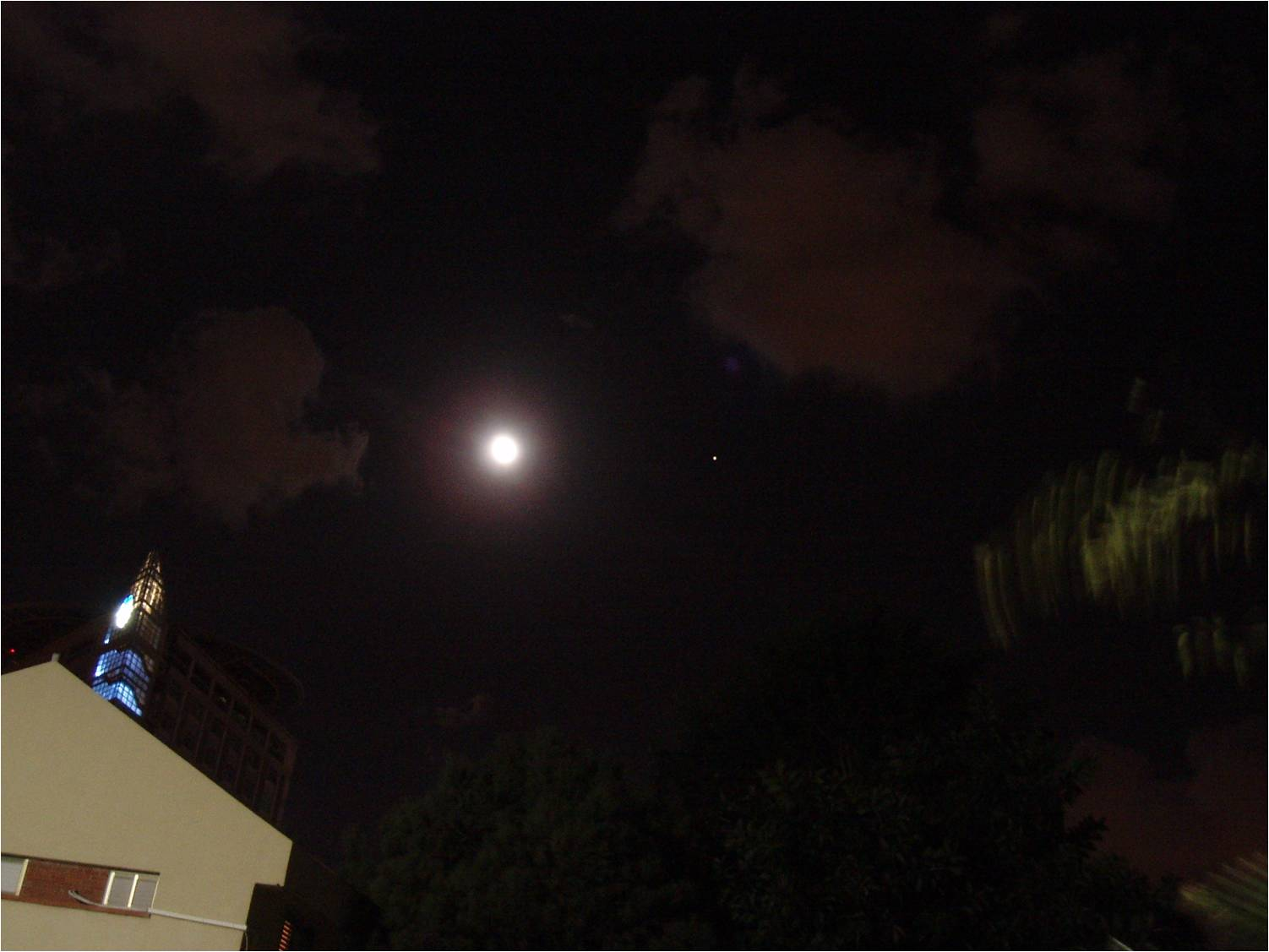
Місяць і Марс 27 серпня 2005. Легко побачити, що Марс не такий же великий, як Місяць

Марсіанська містифікація (англ. Mars hoax) — містифікація 2003 року, у якій стверджувалося, що 27 серпня 2003 року Марс виглядатиме таким же великим, як і повний Місяць. Спочатку розповсюджувалась по e-mail. Згодом, із 2005 по 2016 роки ця містифікація регулярно відтворювалася в різних соціальних мережах та іншими способами. В її основі лежить викривлене початкове повідомлення, в якому йшлося про те, що в 2003 році відстань між Марсом і Землею має становити 55 758  006 кілометрів  і це найменша відстань після 24 вересня 57 617 року до нашої ери, коли відстань між планетами становила 55 718 000 кілометрів.

## Як може змінюватися відстань до Марса
Еліптичні орбіти руху Землі і Марса навколо Сонця розташовані приблизно в одній площині. Відстань між планетами змінюється від мінімуму в момент їх протистояння, до максимуму, коли планети розташовані у протилежних від Сонця напрямках. Протистояння повторюються кожні 780 діб. Внаслідок доволі значного ексцентриситету орбіти Марса (e=0,0934) відстань у протистоянні може змінюватися від 56 млн км до 101 млн км. Ця величина залежить від положення планет на їх орбітах. Кожні 15—17 років настають так звані «великі протистояння», коли відстань між Землею та Марсом близька до мінімально можливої. Зазвичай вони спостерігаються у серпні—вересні. Відстань у протистоянні 2003 року була найменшою з 57617 року до нашої ери. Наступне подібне зближення планет можна буде спостерігати 2287 року. Для порівняння, у протистоянні 30 жовтня 2005 року відстань між планетами була приблизно на 25 % більшою ніж у 2003 році. Відповідно, меншим був видимий діаметр Марса. Зоряна величина становила –2,3, тобто близько 60 % від тієї, що була 2003 року[джерело?].

## Походження містифікації
Марсіанська містифікація походить з e-mail 2003 року із темою «Mars Spectacular», у якому містилося зображення Марса поруч з повним місяцем. Лист був коректний сам по собі, але його початкове речення: «При збільшенні всього в 75 разів, Марс виглядатиме таким же великим як повний Місяць при погляді неозброєним оком» (англ. "At a modest 75-power magnification Mars will look as large as the full moon to the naked eye") у цитатах часто розривали на два рядки і деякі читачі сприймали другу частину як окреме речення: «Марс виглядатиме таким же великим, як повний Місяць при погляді неозброєним оком» —, хоча малося на увазі, що Марс, збільшений у 75 разів, виглядатиме таким же великим, як Місяць без збільшення.
Один із текстів такого змісту:

Червона планета ось-ось буде видовищною! У цьому місяці і в наступному Земля наздоганяє Марс до протистояння, яке завершиться найближчою відстанню між двома планетами за всю історію спостережень. Наступного разу Марс наблизиться на таку ж відстань лише 2287 року. Оскільки гравітаційне поле Юпітера притягає Марс і його орбіту, астрономи можуть бути тільки впевнені, що Марс не проходив так близько до Землі в останні 5000 років, і можливо, не пройде ще впродовж 60 000 років.
Протистояння завершиться 27 серпня, коли Марс наблизиться до Землі на відстань 34 649 589 миль (55 763 108 км) і буде найяскравішим (після Місяця) об'єктом нічного неба. Марс досягне зоряної величини -2,9 і видимого діаметра 25,11 кутових секунд. При помірному збільшенні в 75 разів Марс виглядатиме таким же великим, як повний Місяць неозброєним оком. Марс буде легко знайти. На початку серпня він буде сходити о 10-й вечора і заходитиме близько 3-ї ранку.
До кінця серпня, коли дві планети знаходяться ближче, Марс буде рости з настанням темряви і досягне своєї кульмінації о 12:30. Це досить зручно, щоб побачити те, чого не бачила жодна людина в історії. Так, зазначте у своєму календарі початок серпня, щоб побачити як Марс упродовж місяця ставатиме все яскравішим і яскравішим. Поділіться цим зі своїми дітьми та онуками. НІХТО ЖИВИЙ НЕ ЗМОЖЕ ПОБАЧИТИ ЦЕ ЗНОВУ.
Оригінальний текст (англ.)
[The Red Planet is about to be spectacular! This month and next, Earth is catching up with Mars in an encounter that will culminate in the closest approach between the two planets in recorded history. The next time Mars may come this close is in 2287. Due to the way Jupiter's gravity tugs on Mars and perturbs its orbit, astronomers can only be certain that Mars has not come this close to Earth in the Last 5,000 years, but it may be as long as 60,000 years before it happens again.
The encounter will culminate on August 27th when Mars comes to within 34,649,589 miles (55,763,108 km) of Earth and will be (next to the moon) the brightest object in the night sky. It will attain a magnitude of – 2.9 and will appear 25.11 arc seconds wide. At a modest 75-power magnification Mars will look as large as the full moon to the naked eye. Mars will be easy to spot. At the beginning of August it will rise in the east at 10 p.m. and reach its azimuth at about 3:00 a.m.

By the end of August when the two planets are closest, Mars will rise at nightfall and reach its highest point in the sky at 12:30 a.m. That's pretty convenient to see something that no human being has seen in recorded history. So, mark your calendar at the beginning of August to see Mars grow progressively brighter and brighter throughout the month. Share this with your children and grandchildren. NO ONE ALIVE TODAY WILL EVER SEE THIS AGAIN] Помилка: [undefined] Помилка: {{Lang}}: немає тексту (допомога): не вказано код мови (допомога)

З погляду науки, очевидно, що Марс за нормальних умов виглядає лише точкою на небі і не може раптом стати більшим, ніж Місяць. Якби Марс наблизився на відстань, достатню для подібної події, його гравітація спричинила б катастрофічний ефект[джерело?]. Діаметр Марса приблизно вдвічі більший, ніж Місяця. А значить, щоб мати таки же видимий розмір, він має перебувати на відстані вдвічі більшій, ніж Місяць. Маючи в дев'ять разів більшу масу, він впливав би на Землю своєю гравітацією приблизно вдвічі сильніше, ніж Місяць.

## Повторні появи
Після 2003 року містифікація спливала багато разів і, можливо, продовжить спливати знову. Тим не менше, всі ці повідомлення некоректні. Єдине рекордне зближення планет було в 2003 році і наступне відбудеться тільки в 2018 і 2035 чи пізніше.